# كوم الحصن

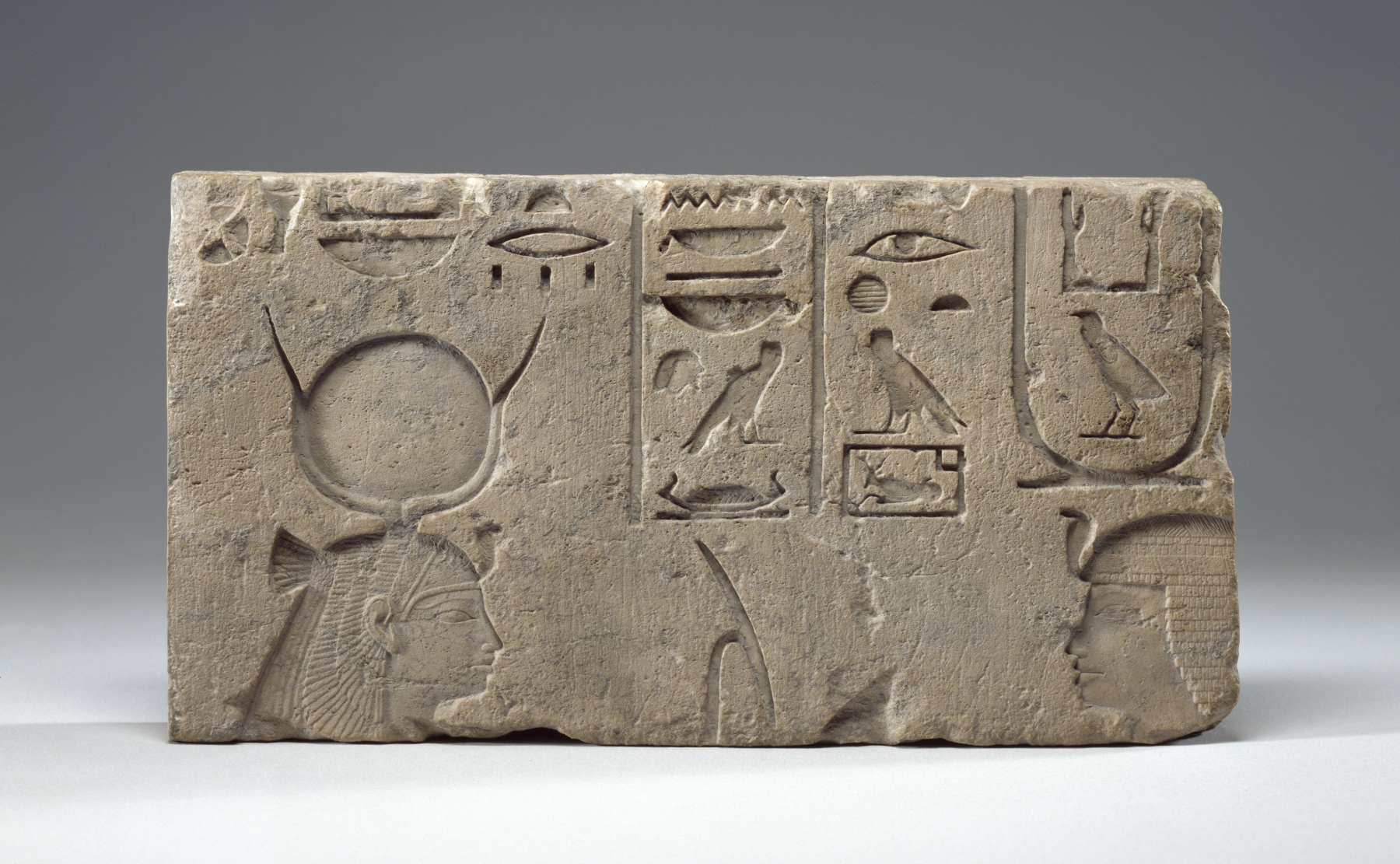
نقش للملك نيخو مع الربة حتحور عثر عليه في كوم الحصن

كوم الحصن هي منطقة بها تل أثري في مركز كوم حمادة بمحافظة البحيرة في دلتا النيل بمصر. وهي موجودة منذ عصر الدولة القديمة كمركز الإقليم الثالث لمصر السفلى في التقسيم الفرعوني. وعثر على العديد من الآثار بها. وكانت مركز للإلهة حتحور.